# Sœurs de Marie Consolatrice
Les sœurs de Marie Consolatrice (en latin : Sororum a Maria Sanctissima Consolatrice) sont une congrégation religieuse féminine enseignante et hospitalière de droit pontifical. 

## Historique
Autour de 1890, Angèle Rovaris et Madeleine Defendi commencent à se consacrer aux œuvres de charité en faveur de la jeunesse abandonnée de Turin. Elles sont bientôt rejointes par d'autres jeunes femmes ; l'archevêque de Turin, David Riccardi, leur demande d'avoir un cadre juridique, elles se tournent donc vers Joseph Migliavacca, jésuite (il deviendra ensuite capucin sous le nom d'Arsène de Trigolo). Le 25 décembre 1892, les douze premiers sœurs reçoivent l'habit religieux et prennent le nom de sœurs de Marie Consolatrice en l'honneur de la Vierge de la Consolata, patronne de la ville.
Le 2 janvier 1893, les sœurs ainsi que les orphelins déménagent dans l'ancien couvent des trinitaires déchaux à Crocetta. En 1902, Migliavacca laisse la communauté pour se retirer dans un couvent de Bergame, la direction des religieuses est assurée par Joseph Casalegno, considéré comme cofondateur de l'institut.
La congrégation reçoit le décret de louange le 20 mai 1915 et l'approbation finale le 22 février 1943.  

## Activités et diffusion
Les religieuses se consacrent à diverses formes d'apostolat en faveur de la jeunesse, par l'enseignement, les soins psychiatriques, les foyers d'accueil pour jeunes travailleurs et étudiants 
- Europe : Italie.
- Amérique : Brésil, Équateur.
- Afrique : Angola, Burkina Faso, Côte-d'Ivoire.

La maison généralice est à Rome. 
À la fin de 2008 la congrégation comptait 397 religieuses dans 56 maisons. 